# Червона Поляна (Барвінківська міська громада)
Черво́на Поля́на — село в Україні, у Барвінківській міській громаді Ізюмського району Харківської області. Населення становить 498 осіб. До 2020 орган місцевого самоврядування — Іванівська сільська рада.

## Географія
Село Червона Поляна розташована в Балці Степовій по якій протікає пересихаючий струмок, на якому споруджено кілька загат. Через 14 км струмок впадає в річку Берека, в тому місці, де її русло використовується під Канал Дніпро — Донбас. За 1 км на захід знаходиться село Ставкова Балка. Частина села раніше називалася село Молочне.
Село розташоване за 12 км від районного центру. На північно-східній окраїні села виявлено два кургани, а за 2,5 км в цьому ж напрямку — група із трьох курганів, які зафіксовані й охороняються як пам 'ятки археології.

## Історія
Колись, у сиву давнину, проїжджаючи через балку, на якій розкинулося село, обабіч ставків люди побачили безліч розквітлих червоних маків. І відтоді за цією місцевістю закріпилася назва «красна поляна». А в 1923 році сюди на постійне місце проживання почали переїжджати люди, яким за новою земельною реформою нарізали наділи по одній десятині з четвертю на кожного члена сім'ї. Частина селян оселилася в Красній Поляні, частина — в Ставковій Балці. Тоді ж заснувалися й села Молочне, Біликів Колодязь.
У свій час через село проходив прямий шлях на село Грушуваху, який, відповідно, виводив на дороги до Петрівського, Ізюма, Лозової. Посередині шляху від Червоної Поляни до Грушувахи чоловік за прізвищем Білик викопав колодязь, який і дав назву Біликів хутір (Біликів Колодязь). Цікава історія і в інших навколишніх селах.
У роки Великої Вітчизняної війни село було в епіцентрі жорстоких боїв у так званому «Барвінківському котлі». У травні 1942 року тут загинули тисячі радянських воїнів, а самі села були знищені дотла.
За останнім переписом населення, в селі мешкає 462 особи. Налічується 157 дворів.
Школу закрили ще 2014-му. Магазин непрацює майже з початку війни, Будинок культури намагались закрити, ФАП, АТС, приватне орендне сільськогосподарське підприємство «Рубас».
12 червня 2020 року, відповідно до Розпорядження Кабінету Міністрів України  № 725-р «Про визначення адміністративних центрів та затвердження територій територіальних громад Харківської області», увійшло до складу Барвінківської міської територіальної громади.
19 липня 2020 року, в результаті адміністративно-територіальної реформи та ліквідації Барвінківського району, село увійшло до складу Ізюмського району.
У 2022 році село постраждало внаслідок російських обстрілів.
22 червня 2023 року рішенням №230 Національної комісії зі стандартів державної мови віднесено до списку населених пунктів, які «можуть не відповідати лексичним нормам української мови», зокрема стосуватися «російської імперської чи колоніальної політики». Громаді рекомендовано обґрунтувати доцільність збереження поточної назви або запропонувати нову назву в установленому законодавством порядку.